# 双勾填墨

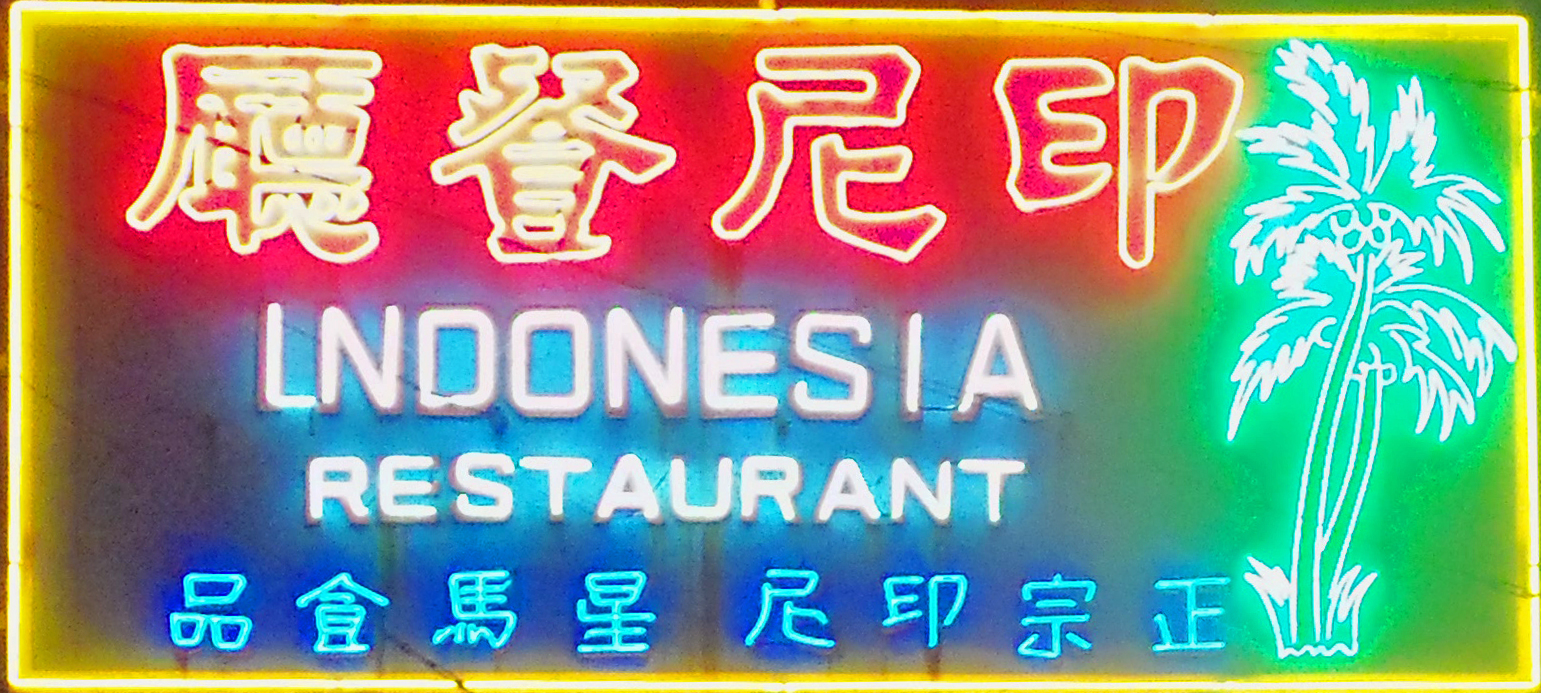
現代例子為圖中霓虹燈招牌的「印尼餐廳」四字，是以雙勾步驟將字的外框勾勒出來

「双勾填墨」又称「双钩填墨」，原为工笔画画法中的一种技法，简称双钩法，一般为一个部分采用两笔勾勒进行描边封闭，再采用相应的颜色进行填充。
经过演变后，在书画临摹方面得到了广泛的应用，很多古籍的书法临摹的精本均采用了双钩法，作品一般称为双钩摹本。
雙鉤填墨最為接近真跡，保持原本的筆墨情趣和神態風韻。

## 歷史
雙鉤填墨源於東西晉南北朝時天師道的「畫符郭填」。天師道的畫符郭填，先用細勁的線條勾勒成籙文，迂迴曲折，極相近元代的「八思巴文」篆體，然後再在空心處填上顏色。後來書法中的雙鉤填墨與這種手法同出一轍。
雙鉤填墨在隋唐相當流行。唐太宗篤尚王字，獨倡右軍，在越州辯才處賺得《蘭亭》后，命歐陽詢、虞世南、褚遂良、馮承素、趙模、湯普徹、諸葛貞、薛稷等能書者和內廷拓書手摹之，賜給皇太子、諸王及近臣。
北宋時期，印刷術發明，古人法書多賴此以傳承。刻帖摹勒逼真，精神完足，為學書者之最佳範本。「雙鉤填墨」至此而告終止。

## 具体方法
將原作向光放置，如貼在窗戶上，然後用很薄的油紙(不透墨，防止污損原作)覆蓋在原作上將其摹下來，然後再以油紙作為中介，轉到普通的紙上。

## 代表作品
雙鉤填墨運用到中國書壇可謂源遠流長。流傳至今的「蘭亭文集序」所有版本，包括最為有名的「神龍本」、「定武本」等，絕大部分出源於雙鉤填墨。其它有藏於台北國立故宮博物院的王羲之「平安三帖」，即《平安》、《何如》、《奉橘》帖，真跡無留下，人們所見的也是唐人的雙鉤填墨本。奈良時代流入日本的《喪亂》、《二謝》、《邵兒》、《左邊》、《得示》五帖，與《哀禍》、《孔侍中》、《憂懸》三帖也是唐人之摹本。

## 媒体报道
2013年1月8日，日本放送協會（NHK）發布的新聞顯示，一件據稱為王羲之的雙鉤摹本在日本被發現，並將於1月22日至3月3日舉辦《書聖王羲之》特別展上亮相。NHK將其稱為「世紀新發現」。